# Mișcarea Legionară
Mișcarea Legionară, Legiunea Arhanghelul Mihail, Garda de Fier și apoi Totul pentru Țară, a fost un partid înființat în România interbelică, la 24 iunie 1927, de Corneliu Zelea Codreanu – în urma rupturii dintre acesta și mentorul și principalul său susținător, Alexandru C. Cuza – ca o organizație paramilitară teroristă de orientare naționalist-fascistă, cu un caracter mistic-religios, anticomunist, antisemit, anticapitalist și antimasonic, organizată, finanțată și dirijată cu sprijinul organizației naziste SS. În martie 1930 Codreanu a format Garda de Fier, ca ramură politică paramilitară a Legiunii, iar în 1935, Legiunea își schimba denumirea oficială în partidul Totul pentru Țară. Membrii mișcării purtau uniforme verzi, pentru care au fost denumiți „legionari” sau „cămăși verzi”.
Alături de Codreanu, supranumit Căpitanul, fondatori ai Mișcării Legionare au mai fost: Ion Moța, Radu Mironovici, Corneliu Georgescu și Ilie Gârneață, dar dominarea Căpitanului era absolută, inalienabilă, indisputabilă, iar criticarea sa era pasibilă cu moartea (vezi mai jos asasinarea lui Mihai Stelescu).
După asasinarea lui Codreanu în noiembrie 1938, conducerea Legiunii a fost preluată de Horia Sima. Dezordinile cauzate de legionari în vara lui 1940 au dus în cele din urmă la abdicarea regelui Carol al II-lea. La 4 septembrie 1940 Legiunea s-a aliat cu generalul Ion Antonescu, după zece zile fiind proclamat „Statul Național-Legionar”, în al cărui guvern legionarii constituiau principala forță politică.
Horia Sima a amplificat campania de asasinate politice, economice, rasiale și de interese personale ori detenție confesională de ex. a „sectarilor” pentru prozelitism religios și închiderea bisericilor neoprotestante ale „calvinilor”, campanie care a culminat cu Rebeliunea legionară din ianuarie 1941, o lovitură de stat eșuată împotriva lui Antonescu și a Armatei Române. Ca urmare, Legiunea a fost înlăturată de la guvernare, Horia Sima și alți fruntași legionari refugiindu-se în Germania Nazistă. Practic dizolvată, Legiunea s-a scindat în două grupuri antagoniste, „simiștii” lui Horia Sima și „codreniștii” conduși de Ion Zelea Codreanu, tatăl lui Corneliu.

## Istoric
La 9 februarie 1920 a apărut la Iași ziarul „Garda Conștiinței Naționale” în care Codreanu și Constantin Pancu au publicat „Crezul socialismului național-creștin”. Sintagma „creștin” corespundea mentalității codreniste ca un adaos la curentul politic nazist (național-socialist, 1919-1945, în germană Nationalsozialistische Deutsche Arbeiterpartei, unde cuvântul nazi provine de la prescurtarea numelui național-socialism, în germană Nationalsozialismus) importat din Germania.
În zilele de 4-6 septembrie 1920 a avut loc la Cluj primul congres al studenților din România Mare. Corneliu Codreanu, în fruntea unui grup de studenți naționaliști, a izbutit să impună congresului hotărârea de eliminare a evreilor din organizațiile studențești. 

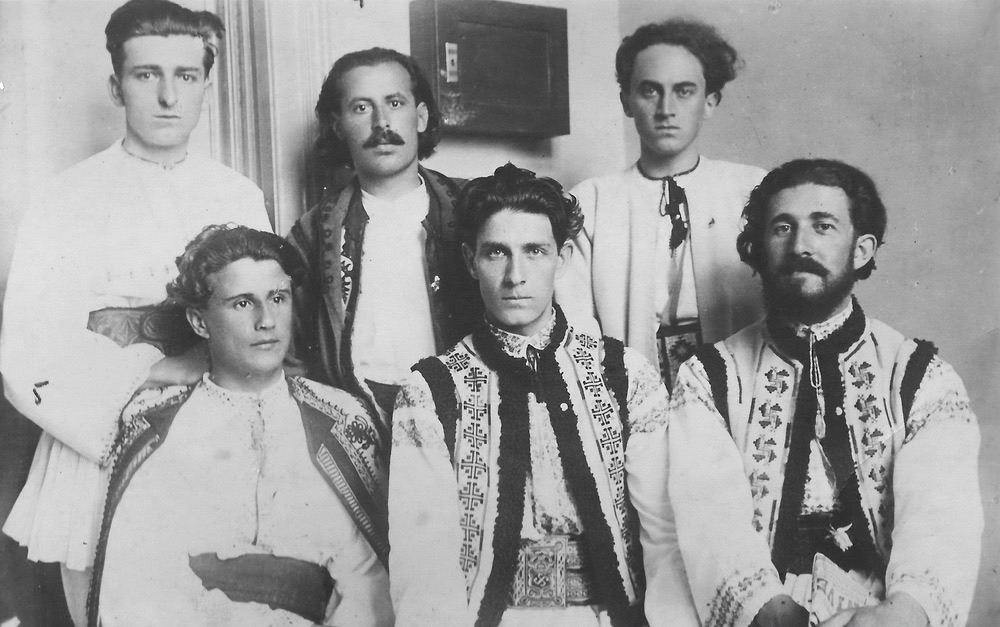
Corneliu Zelea Codreanu și Văcăreștenii.
În picioare de la stânga la dreapta: Corneliu Georgescu, Tudosie Popescu (cunoscut și ca Tudose Popescu) și Ion I. Moța; așezați: Radu Mironovici, Corneliu Zelea Codreanu și Ilie Gârneață.

La 10 decembrie 1922, Codreanu a organizat la Facultatea de Medicină din București, un congres al studenților simpatizanți, care a emis o moțiune care cerea limitarea admiterii la studii (în latină numerus clausus) pentru studenții evrei în universități, de asemenea a fost criticată și „acțiunea politică a democrației francmasonice”. Congresul s-a încheiat cu o manifestație-pogrom în cartierul Văcărești, intens populat de evrei. Pogromiștii au fost împrăștiați de jandarmi.
La 8 octombrie 1923, Corneliu Codreanu a convocat în casa lui Nicolae Dragoș de pe str. 13 septembrie, nr. 41, din București, un grup de colaboratori unde au decis „să pedepsească pe vinovații principali care au prigonit studențimea și au trădat interesele țării în favoarea evreilor, prin împușcarea politicienilor trădători și a plutocraților evrei”. Participanții la „Complotul din Dealul Spirii”, Corneliu Zelea Codreanu, Ion I. Moța, Ilie Gârneață, Tudosie Popescu (găsit și ca Tudose Popescu), Corneliu Georgescu, Radu Mironovici, Leonida Bandac, Aurel Vernichescu, Traian Breazu, Nicolae Dragoș, dr. C. Danulescu și Ion Zelea Codreanu, au fost arestați și internați la închisoarea Văcărești dar, procesul care a avut loc în 1924 i-a achitat pe complotiști.
În închisoare, Codreanu a pus bazele „Legiunii Arhanghelului Mihail”, organizație pe care o va lansa oficial peste 4 ani, și a „Frăției de Cruce”, organizație a tinerilor naționaliști sub vârsta de 18 ani.
În anul 1929, la o adunare a șefilor de cuiburi, Codreanu a numit un comitet de sfetnici numit Senatul legionar.
În iunie 1930, din motive electorale, Codreanu creează „Garda de Fier”, „o gardă împotriva expansiunii comunismului”, care urma să fie un fel de partid-umbrelă pentru racolarea altor partide în scopul prezentării la alegeri ca un front comun. Singurul partid care a aderat la acest front a fost Legiunea Arhanghelul Mihail.
În pragul alegerilor parlamentare din 1933, Codreanu a întemeiat - ca expresie politică a Mișcării Legionare - partidul Totul pentru Țară (prezidat de Gheorghe Cantacuzino), „...Legionarii s-au pregătit de alegerile din țară cu un program atât de violent fascist, antisemit și antioccidental, încât liberalul I. G. Duca, însărcinat de rege să organizeze alegerile, a crezut de cuviință să interzică participarea la alegeri a Gărzii de Fier”. La 10 decembrie 1933, prim-ministrul Ion Gheorghe Duca a scos Garda de Fier în afara legii. Membrii Gărzii au ripostat la 29 decembrie prin asasinarea premierului Duca în gara din Sinaia. Asasinatul a fost comis de un grup de trei legionari, denumiți ulterior Nicadori: Nicolae Constantinescu, Ion Caranica și Doru Belimace.

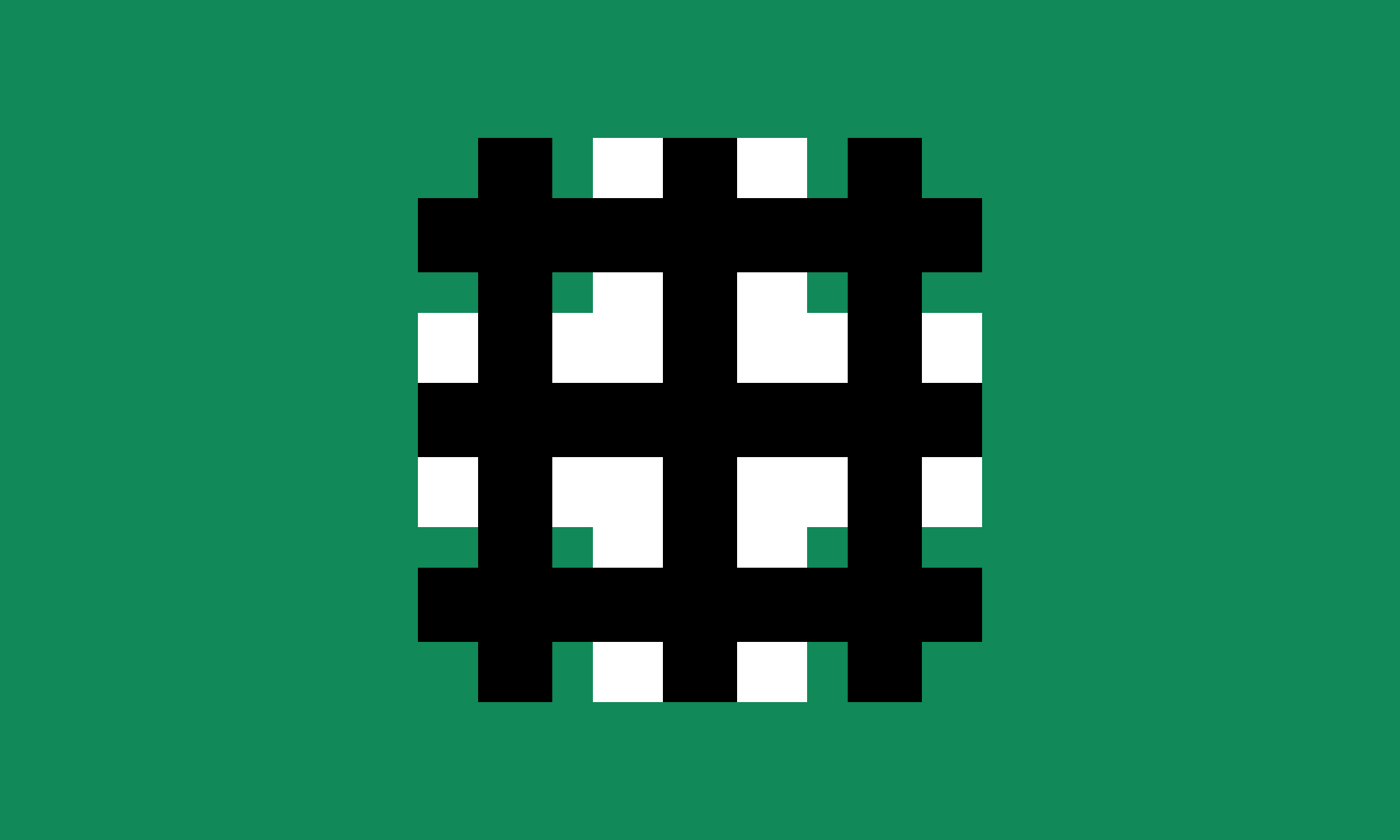
Steagul Mișcării Legionare

În procesul intentat asasinilor lui Duca, în afară de cei trei executanți au compărut și Codreanu, generalul Gheorghe Cantacuzino-Grănicerul, Nichifor Crainic și alții, sub acuzația de conspirație criminală și iarăși, pe baza unor disputate circumstanțe atenuante, au fost achitați.

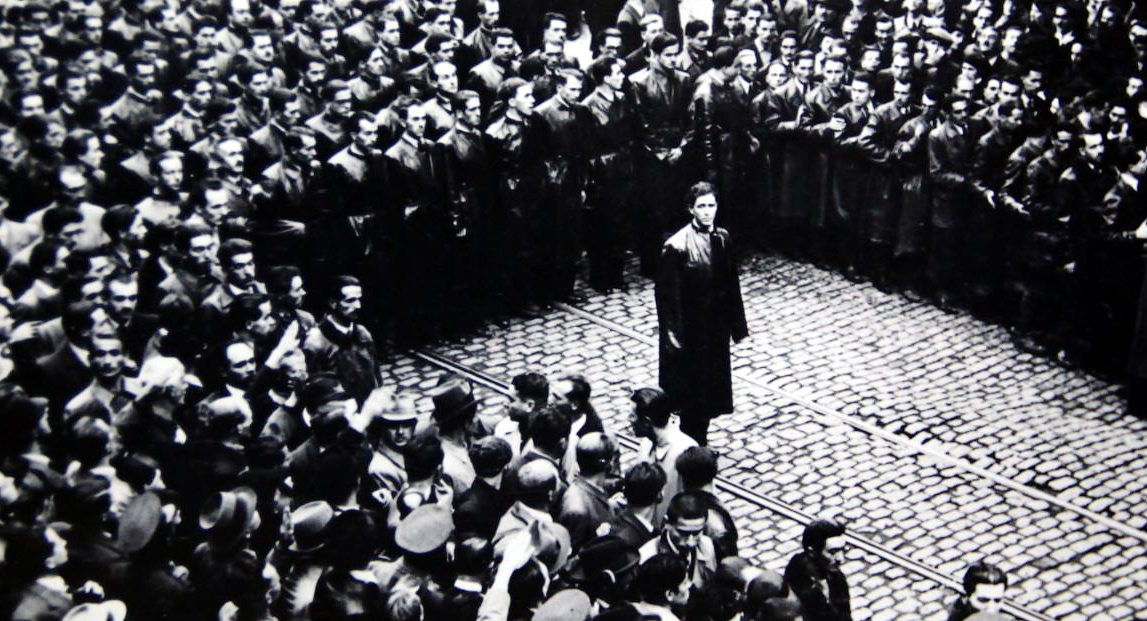
Corneliu Zelea Codreanu și membri ai Mișcării Legionare în 1937

La 17 decembrie 1934, are loc Congresul Fascist de la Montreux, Elveția, unde delegatul Mișcării Legionare, Ion I. Moța, propune o moțiune în chestiunea evreiască și congresul, în unanimitate, hotărăște „să combată acțiunea destructivă a evreilor”.
În alegerile generale din 1937, Partidul Totul pentru Țară a ieșit pe locul al treilea după Partidul Național Liberal și Partidul Național-Țărănesc, obținând 15,5% din sufragii. Regele Carol al II-lea, care se opunea legionarilor, i-a ținut în afara guvernului (până la aducerea la putere, la 5 septembrie 1940, la propunerea lui Horia Sima, a generalului Ion Antonescu, care aderase la Mișcarea Legionară și de care a fost susținut).
În martie 1938, sfătuit de Guvern, Nicolae Iorga îl acuză pe liderul Mișcării Legionare, Corneliu Zelea Codreanu, de ultragiu față de un ministru. Cu toate că Iorga și-a retras plângerea, Codreanu a fost arestat și condamnat la 6 luni de detenție, în aprilie 1938. În mai 1938 este rejudecat și este condamnat la 10 ani de muncă forțată. În noiembrie a aceluiași an, a fost asasinat prin strangulare, alături de alți 13 legionari, Nicadorii și Decemvirii, de către jandarmii care îi transportau la închisoarea Jilava. A doua zi presa a anunțat că cei 13 legionari și Codreanu au fost împușcați în urma unei tentative de evadare. Asasinarea lui Codreanu va avea drept efect popularizarea sa, acesta fiind ridicat la rangul de martir, cauza lui căpătând un plus de popularitate. În 1940 Ion Antonescu a organizat o acțiune de revizuire a procesului inițial, în urma căreia Corneliu Zelea Codreanu a fost găsit nevinovat și, o „anchetă judiciară” a stabilit că evadarea nu existase de fapt, iar legionarii au fost executați la ordinul regelui Carol al II-lea.

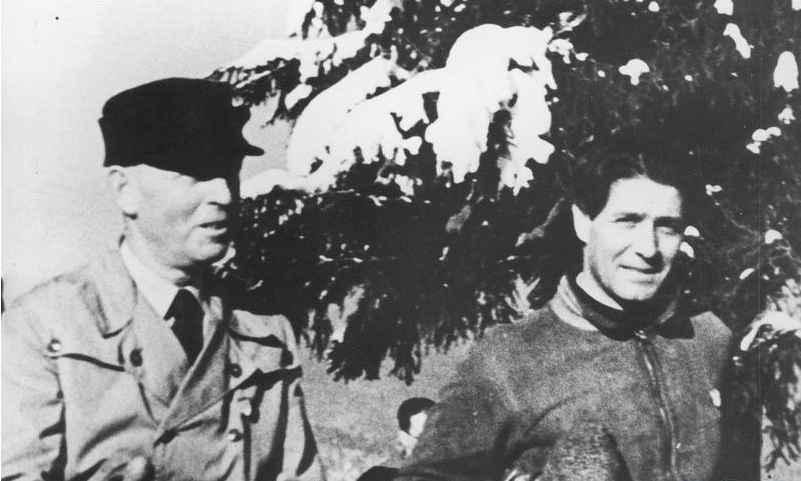
Colonelul Ion Antonescu și Căpitanul Corneliu Zelea Codreanu, în 1935

După asasinarea lui Codreanu, la conducerea Mișcării Legionare a fost numit Horia Sima. Istorica britanică Rebecca Haynes a susținut că sprijinul financiar și organizațional din partea SS a fost un factor important în ascensiunea lui Sima.
În martie 1939, Armand Călinescu a format un guvern nou, dar la 21 septembrie 1939 un comando legionar, condus de avocatul Miti Dumitrescu, l-au asasinat, la București, potrivit declarațiilor legionare: ca pedeapsă pentru moartea lui Codreanu. În perioada 21-22 septembrie 1939, în urma uciderii prim-ministrului Armand Călinescu, la ordinul regelui Carol al II-lea, au fost asasinați fără judecată, în lagăre și pe întregul cuprins al țării, de către jandarmi, 252 de persoane, dintre care 105 membri ai Mișcării Legionare. Cadavrele a câte 3, 4 legionari au fost expuse în stradă timp de trei zile.
O anexă secretă a pactului Ribbentrop-Molotov, semnat la 23 august 1939, stipula că România va ceda teritorii în favoarea Uniunii Sovietice. În iunie 1940, Uniunea Sovietică a transmis României două ultimatumuri prin care cerea evacuarea imediată și necondiționată a Basarabiei, a Bucovinei de Nord și a ținutului Herța. Guvernul român a cedat presiunilor sovietice și germane.
La 4 iulie 1940, este numit guvernul Ion Gigurtu, având în componență și câțiva miniștri legionari . Succesul Moscovei a determinat Ungaria să reclame revizuirea granițelor în Transilvania, iar Bulgaria a pretins retrocedarea Cadrilaterului. Puterile Axei au cerut părților implicate să-și rezolve problemele prin negociere directă sau arbitraj. Cedările teritoriale românești au fost facilitate de starea de derută și incapacitatea guvernului condus de Ion Gigurtu și a cercurilor conducătoare românești de a angaja acțiuni politice ferme, de a organiza măsuri de apărare națională. Lipsa de curaj a regelui Carol al II-lea, faptul că a evitat un contact direct cu Hitler, deși se impunea o expunere personală, au întărit convingerea cancelarului nazist că acesta nu va întreprinde măsuri hotărâte, ci va consimți, treptat, la toate pretențiile formulate. La 15 iulie 1940, Hitler îi adresează regelui Carol al II-lea o scrisoare cu caracter ultimativ, avertizând asupra „gravelor primejdii la care s-ar expune dacă nu ar da curs cererii sale” de a începe tratative cu Ungaria și Bulgaria în vederea revizuirii frontierelor.

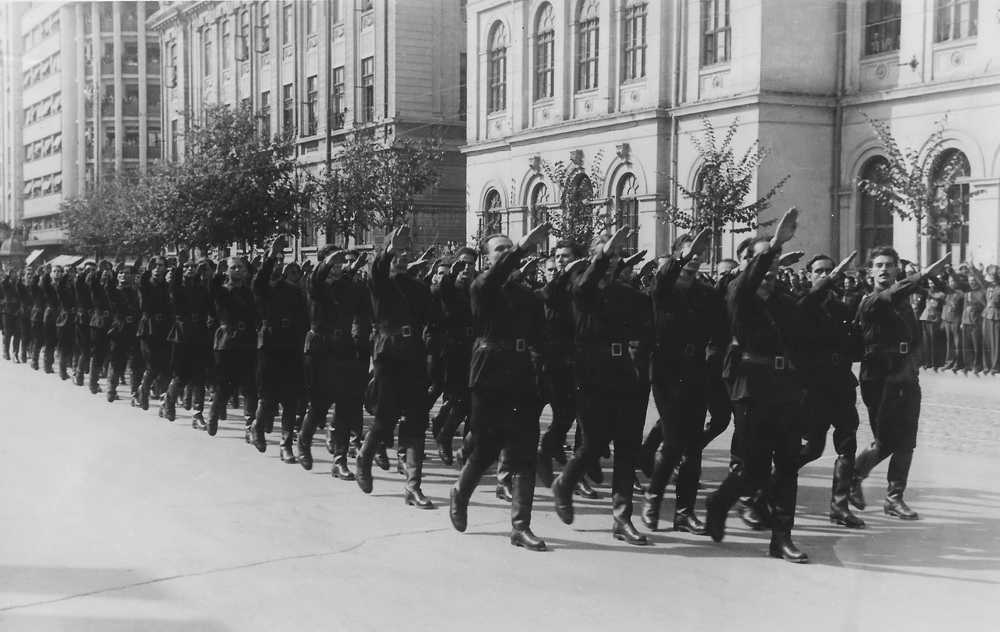
Paradă legionară, București, 1940

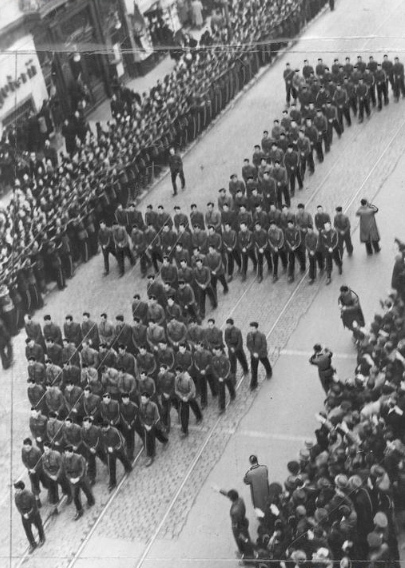
Funeraliile liderului Gărzii de Fier, Corneliu Zelea Codreanu, și a celor 13 legionari, Nicadorii și Decemvirii, uciși în anul 1938, la ordinul regelui Carol al II-lea, București, 30 noiembrie 1940

Ion Gigurtu a declarat la radio că România trebuie să facă sacrificii teritoriale pentru a justifica orientarea sa progermană și aderarea totală a României la Axa Berlin-Roma.
La 4 septembrie 1940, sub presiunea opiniei publice (o mare demonstrație a avut loc la București, manipulată de agitatori legionari), regele Carol al II-lea l-a chemat la putere pe generalul Ion Antonescu, demisionat din armată și aflat cu domiciliu forțat la mânăstirea Bistrița, cu condiția să formeze un guvern de uniune națională. Horia Sima a încheiat o alianță cu Antonescu pentru constituirea unui guvern legionar și a unui „Stat Național-Legionar”. Partidele politice istorice au refuzat să participe oficial la guvernare alături de legionari (la procesul său, din 1946, Antonescu a declarat că guvernul de uniune națională nu a fost creat din cauza „poltroneriei” (lașitate) liderilor politici. De menționat că în perioada de domiciliu forțat, Antonescu a purtat tratative cu Horia Sima prin intermediul prietenului, emisarului și avocatului său dintr-un jenant proces de bigamie, Mihai Antonescu). Generalul nu era sprijinit de vreun partid politic și fără sprijinul Mișcării Legionare ar fi eșuat, așa că s-a văzut obligat să admită condițiile lui Horia Sima, inclusiv aderarea oficială la Mișcarea Legionară, apariții în public îmbrăcat în cămașă verde și diagonală (uniforma legionară), jurământul și salutul legionar.

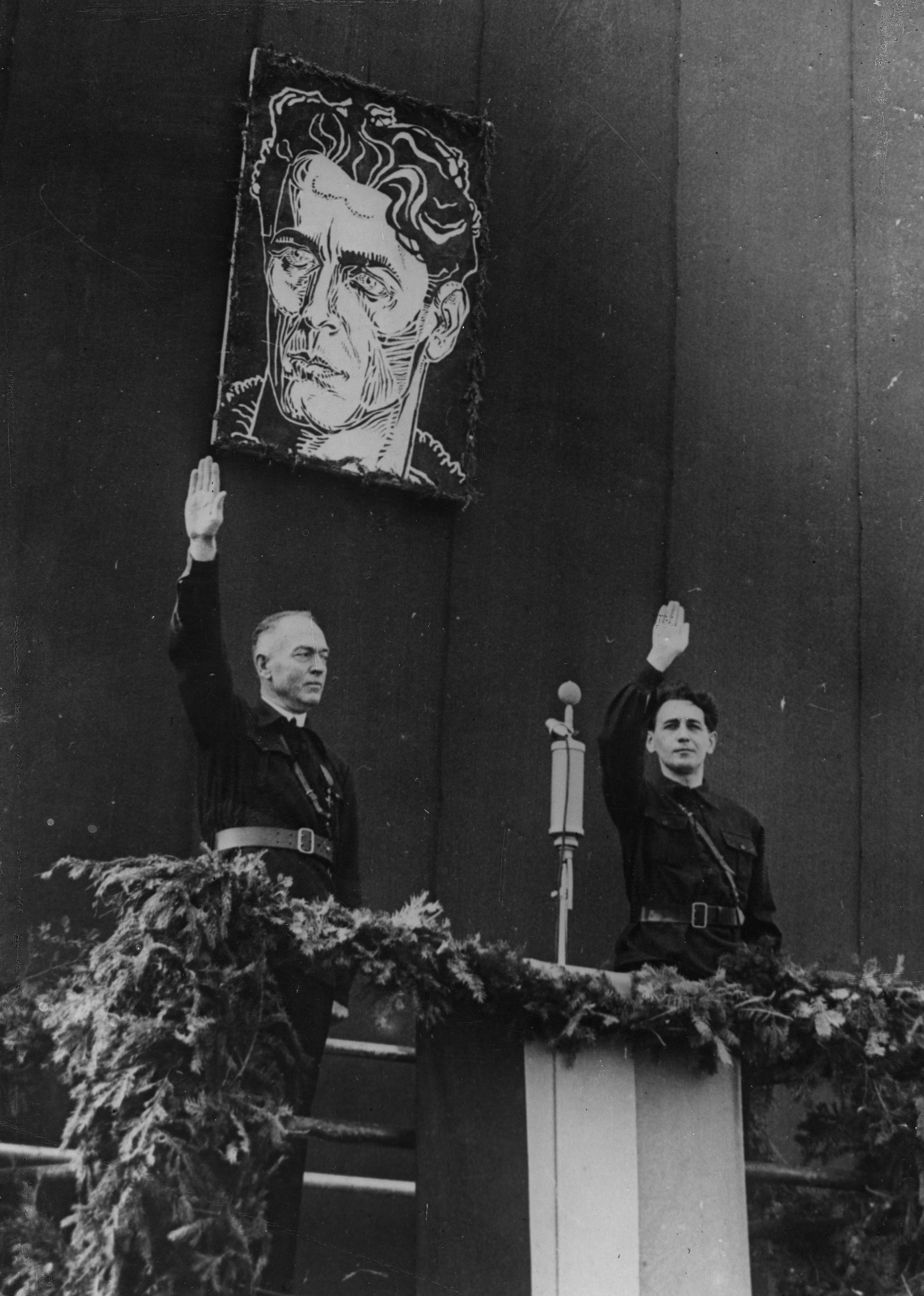
Conducătorul statului Ion Antonescu împreună cu vicepremierul și liderul Gărzii de Fier, Horia Sima, la o manifestație în memoria fondatorului Gărzii de Fier, Corneliu Zelea Codreanu, 6 octombrie 1940. Pe fundal, în spatele lor se vede un portret al lui Codreanu.

A doua zi după formarea guvernului, Antonescu a cerut și a obținut anularea constituției și dizolvarea Parlamentului, apoi, printr-un puci reușit, l-a forțat pe regele Carol al II-lea să abdice în favoarea fiului său, voievodul Mihai, în vârstă de 18 ani.
În data de 14 septembrie 1940, prin decret regal, semnat de regele Mihai I, România a fost proclamată Stat Național-Legionar, generalul Ion Antonescu devine Conducător al statului și șeful regimului legionar, iar comandantul Mișcării Legionare, Horia Sima, vicepreședinte al Consiliului de Miniștri.
În noaptea de 26-27 noiembrie 1940, la Jilava, au fost dezgropate rămășițele Căpitanului Corneliu Zelea Codreanu, a Nicadorilor și Decemvirilor. La 30 noiembrie 1940, au avut loc la București, funeraliile lui Corneliu Zelea Codreanu și a celor 13 legionari, Nicadorii și Decemvirii, uciși în anul 1938, la ordinul regelui Carol al II-lea.

#### Antisemitismul - o caracteristică a Statului Național-Legionar
Ajunsă la putere, Legiunea a aplicat legi antisemite dure și jaful organizat al avutului minorității evreiești, însoțit de arestări samavolnice, schingiuiri și asasinate. Legionarii au asasinat și alți cetățeni români, neevrei, pe motive politice, „morale” (homosexuali reali sau presupuși) și adesea, din răfuieli personale. Dintre asasinați, circa 2/3 au fost români și 1/3 evrei, dar, comparativ cu procentul evreilor din totalul populației române, legionarii au ucis circa 20 de evrei la fiecare neevreu ucis. („Cea dintâi problemă care ni se punea era aceasta: cine trebuie să răspundă mai întâi? Cine sunt mai vinovați pentru starea de nenorocire în care se zbate țara: românii sau jidanii? Am căzut unanim de acord, că cei dintâi și mai mari vinovați sunt românii ticăloși, care pentru arginții iudei și-au trădat neamul. Jidanii ne sunt dușmani și în această calitate ne urăsc, ne otrăvesc, ne extermină. Conducătorii români care se așază pe aceeași linie cu ei, sunt mai mult decât dușmani: sunt trădători. Pedeapsa cea dintâi și cea mai cruntă se cuvine în primul rând trădătorului și în al doilea rând dușmanului. Dacă aș avea un singur glonț, iar în fața mea un dușman și un trădător, glonțul l-aș trimite în trădător.” C.Z. Codreanu).
Odată cu declararea Devei, orașul liderului legionar Ion Moța, ca „oraș sfânt” au fost expulzați toți locuitorii evrei.
Membrii Gărzii de Fier au pus la cale cel mai mare pogrom din istoria Munteniei, în care au fost uciși peste o sută de evrei, iar parte dintre aceștia au fost atârnați în cârlige la abator unde cadavrele le-au fost pângărite și mutilate. Carnajul de la abator a fost negat de autori negaționiști ca înscenare pusă la cale de Eugen Cristescu - șeful Serviciului Secret în timpul guvernării Antonescu (vezi mărturia legionarului Ioan Ianolide, fost membru al Frățiilor de Cruce, organizația de tineret a Mișcării Legionare.).

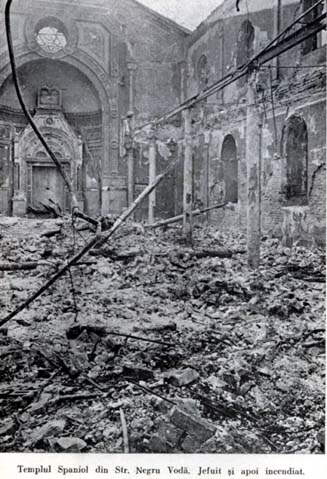
Templul evreilor spanioli din București devastat și incendiat de legionari la 21 ianuarie 1941

În ianuarie 1941, Horia Sima și legionarii au declanșat o lovitură de stat, un război civil, împotriva lui Antonescu și a armatei române. Antonescu a reușit să învingă în trei zile rebeliunea legionară, Legiunea fiind înlăturată de la guvernare. Hitler l-a sprijinit pe Antonescu, de la care se aștepta să atragă și să conducă România în războiul antisovietic, păstrându-i pe legionari ca pe o contrapondere, ca pe o amenințare menită să-i asigure fidelitatea conducătorului. Horia Sima și alți fruntași legionari s-au refugiat în Germania (unde au fost cazați în lagărele de concentrare Buchenwald, Dachau și Rostock, având însă o relativă libertate de mișcare).

#### Scindarea Mișcării Legionare
Eșecul Rebeliunii, atribuit de o parte dintre legionari sub conducerea tatălui lui Corneliu Zelea Codreanu, conducerii dezastruoase a lui Horia Sima și a campaniei anti-legionare pornită de Ion Antonescu a dus la scindarea ML în două grupări inamice, „simiștii” - rămași credincioși lui Horia Sima - și „codreniștii” sub conducerea lui Ion Zelea Codreanu. Divergențele, acuzațiile reciproce, altercațiile dintre cele două grupări antagoniste au continuat până la epuizarea fizică a implicaților.

## Caracteristici
Simpatizanți manifești sau, mai atenuați, s-au străduit să deconecteze Mișcarea Legionară de fascism. Neagu Djuvara scrie: „Să nu credeți, cum spun adversarii Mișcării Legionare, că a fost o copie a nazismului sau a fascismului. Mișcarea legionară a fost o mișcare autohtonă, născută din grupări studențești anticomuniste, între care una era condusă de Corneliu Zelea Codreanu”. În realitate, anticomunismul legionar s-a dovedit a fi o frazeologie lipsită de baze factice și menită să motiveze antisemitismul, având în vedere complexul de relații oculte dintre comuniști și legionari. 
În închisoarea Văcărești, unde era deținut împreună cu un grup de simpatizanți în urma „Complotului din Dealul Spirii” (8 octombrie 1923), Codreanu a pus bazele „Legiunii Arhanghelului Mihail”, organizație pe care o va lansa oficial peste 4 ani, și a „Frăției de Cruce”, organizație a tinerilor școlari naționaliști până la 18 ani. Cu această ocazie, ia ființă primul „cuib” de legionari, prin ordinul nr. 1: „Să vină în aceste rânduri cel ce crede nelimitat. Să rămână în afară cel ce are îndoieli. Fixez ca șef al gărzii de la Icoană pe Radu Mironovici”. Cuibul, devenit elementul de bază al ML, era compus de 3-13 legionari (exclusiv bărbați), sub comanda unui șef. Au existat și cuiburi de doamne sau domnișoare denumite „cetățui”.
Aidoma altor mișcări europene fasciste contemporane, ML era fulminant-antisemită și susținea teza existenței unei „agresiuni rabinice împotriva lumii creștine”, care ar fi luat forme precum: francmasoneria, freudianismul, ateismul, marxismul, bolșevismul, războiul civil din Spania. Scopul acestor idei a fost vindecarea societății și a națiunii (chiar dacă prin mijloace dure și uneori abuzive).

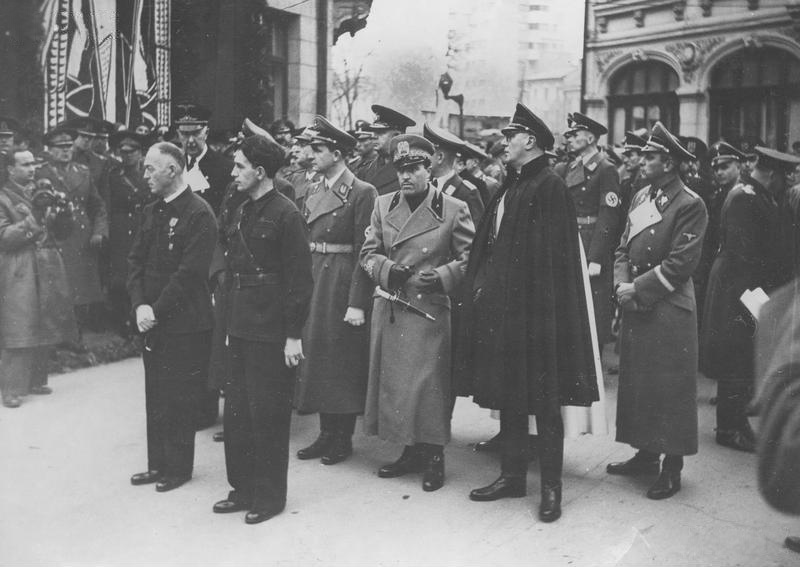
Comemorarea lui Corneliu Zelea Codreanu. În prim-plan, în uniforme legionare, prim-ministrul Ion Antonescu și vice-prim-ministrul Horia Sima. Pe planul al II-lea Wilhelm Fabricius (primul din dreapta), ambasadorul Germaniei în România și gauleiter-ul Ernst Wilhelm Bohle (al III-lea din dreapta)

Membrii ML purtau uniforme asemănătoare cu cele militare, de culoare verde, ca simbol al reînnoirii, de unde și denumirea „cămășile verzi”, și se salutau folosind salutul fascist (reactualizarea mussoliniană, apoi nazistă a salutului roman). Principala siglă al mișcării a fost crucea triplă, reprezentând o rețea de zăbrele de închisoare ca simbol al martiriului, denumită de Codreanu „crucea arhanghelului Mihail”.
Specificul ML față de alte mișcări fasciste și fascistoide europene, cu care a avut în comun recurgerea la terorism, violență și asasinat politic, consta în fundamentalismul religios creștin-ortodox. Codreanu a imprimat, ca trăsătură fundamentală a Legiunii Arhanghelul Mihail, promovarea ortodoxismului naționalist, stabilind o legătură structurală între creștinismul ortodox și „românitate”, ca o deosebire de fascismul lui Mussolini, deși dorea transformarea României în stat fascist, după modelul italian. Ideologiile fascistă și nazistă erau folosite ca substrat de îndoctrinare în cuiburile legionare (titluri de cursuri: „Afinitatea între fascism și Mișcarea Legionară”, „Puncte comune între hitlerism și Mișcarea Legionară”, etc. - C. Z. Codreanu: Cărticica Șefului de Cuib). Pentru Codreanu, „Legiunea Arhanghelul Mihail va fi mai mult o școală și o oaste, decât un partid politic”. Fapt este că uniformele, cămășile verzi cu diagonală și pistol la șold copiate după uniformele "cămășile negre" fasciste-italiene și "cămășile brune" ale SA din Germania, precum și frazeologia mistic-religioasă, patriotardă-xenofobă (pericolul reprezentat - în viziunea codrenistă - de democrația liberală, care ar fi dus la acapararea puterii în stat de către inamicii principali ai legionarilor și naționaliștilor români, „evreii”: „democrația sfarmă unitatea neamului românesc, expunându-l dezbinat în fața blocului unit al puterii iudaice” să curețe țara de moravurile politice murdare, să înlăture influența pernicioasă și cosmopolită a evreilor și a masonilor... „Să facem o țară ca soarele sfânt de pe cer...” (C. Z. Codreanu în cartea sa Pentru legionari) au atras o numeroși studenți, preoți și intelectuali ca Nae Ionescu, Mircea Eliade, Emil Cioran, precum și personalități din protipendada română, ca Ghica, Cantacuzino, Sturdza, Manu ș.a.
Majoritatea susținătorilor ML erau studenți și țărani. Cu Zelea Codreanu ca lider carismatic, ML s-a făcut cunoscută pentru propaganda sa de succes, inclusiv o bună utilizare a spectacolului. Prin marșuri, procesiuni religioase, miracole, imnuri patriotice, muncă voluntară și campanii cu caracter obștesc în zonele rurale, ML își făcea cunoscută filosofia, care includea antisemitismul, antiliberalismul, anticomunismul, antiparlamentarismul și se prezenta ca alternativă la celelalte partide, prezentate cu dispreț ca formațiuni politice corupte și clientelare. Până și nunta lui Codreanu a fost regizată ca un act în acest spectacol propagandistic.

#### Organizare
Celula de bază în organigrama legionara era cuibul, acesta număra 13 membri și putea lua naștere atât în localitățile rurale cât și în cele urbane. În cadrul cuibului pentru buna gestionare a activităților s-au creat următoarele funcții: un șef, un corespondent care ținea corespondența cu celelalte cuiburi, un casier care se ocupă de strângerea cotizațiilor și ajutoarelor, un curier . Toate cuiburile dintr-un județ intrau sub jurisdicția organizației legionare județene. Acestea din urmă se aflau în subordinea Regionalei Legionare care grupa mai multe județe corespunzătoare împărțirii administrative a țării. Regionalele erau direct subordonate Căpitanului. Unitățile existente într-un județ mai erau divizate și în Corpul Legionarilor. În acest grup intrau membrii de 21-28 de ani, ei reprezentând membrii cei mai activi ai Legiunii. Pe post de organizație de tineret s-a decis existența Frățiilor de Cruce în care intrau elevii între 14-20 de ani, acestea funcționau doar la orașe. În ceea ce privește partea feminină a organizației, pentru ea au luat naștere Cuiburile de Fete care se mai numeau și Cetățui atunci când erau formate din elevele școlilor superioare. Studenții erau grupați în Grupul Legionar Studențesc Județean care purta denumirea județului. Mai târziu la 26 octombrie 1936 va fi formată o nouă organizație legionară, Corpul Muncitoresc Legionar. CML-ul îl va avea la conducere pe inginerul silvic Gheorghe Clime, comandant al „Bunei Vestiri”.

#### Cultul morții
O trăsătură fundamentală a Legiunii a fost cultul morții. Glorificarea sacrificiului și îmbrățișarea voluntară a morții pentru „mântuirea neamului” românesc specifice Mișcării Legionare au fost elementele de bază ale unei ideologii a „naționalismului thanatic”. Cultul morții profesat de către Mișcarea Legionară a fost considerat o alternativă preferabilă într-o situație conflictuală:
„
- Poporul nu se conduce după voința lui: democrația. Nici după voința unei persoane: dictatura. Ci după legi. Nu e vorba de legile făcute de oameni. Sunt norme, legi naturale de viață și norme, legi naturale de moarte. Legile vieții și legile morții. O națiune merge la viață sau la moarte după cum respectă pe una sau pe alta din aceste legi.
- Țelul final nu este viața. (...) Acest moment final, „învierea din morți”, este țelul cel mai înalt și mai sublim către care se poate înălța un neam.
- Neamul este deci o entitate care își prelungește viața și dincolo de pământ. Neamurile sunt realități și în lumea cealaltă, nu numai pe lumea aceasta. C.Z. Codreanu.
- Legionarul iubește moartea, căci sângele lui va servi pentru plămădirea cimentului României legionare. (C.Z.Codreanu: „9 Porunci Legionare”, din ziarul G.d.F. a Basarabiei)
- Moartea, numai moartea legionară (...) / Ni-i dragă moartea pentru Căpitan! - Radu Gyr: „Imnul Tinereții Legionare””

În mai 1933 s-a constituit din ordinul lui Codreanu „Echipa Morții”. Membrii echipei, formată din 15 oameni, majoritatea intelectuali, porniți să execute directivele primite, au fost arestați. Procesul a avut loc la Arad și s-a încheiat cu o nouă achitare.

### Violențe
„...Într-un proces în care era acuzat de un prefect ce se purtase într-adevăr foarte urât cu studenții ... Corneliu Codreanu scoate revolverul și-l ucide pe-acest prefect ... de la 1863 și până la acest asasinat nu s-a petrecut în țara noastră nici o crimă politică -- ceea ce contrasta cu „obiceiurile” din Balcani. Asta este marea învinuire care se aduce legionarilor: au introdus în moravurile politice românești ceva ce nu făcea parte din tradiția noastră.”—Neagu Djuvara
Studentul Comârzan l-a dat în judecată pe prefectul de poliție din Iași, Manciu pentru maltratare și l-a luat drept apărător pe Codreanu. La 25 octombrie 1924, în timpul unei ședințe a procesului, în plină instanță, Codreanu îl împușcă mortal pe polițist. El este arestat, judecat și achitat pe motiv de legitimă apărare.
În timpul detențiunii la închisoarea Văcărești, la 28 martie 1924, Ion I. Moța l-a împușcat pe studentul Aurel Vernichescu, presupusul trădător al complotului din Dealul Spirii. La 26 septembrie 1924 a avut loc un proces care a durat câteva ore și care l-a achitat pe Moța.
În iulie 1930, un student macedonean, Gh. Beza, îl împușcă fără să reușească să-l omoare pe ministrul Constantin Angelescu, subsecretar de stat la interne, care dăduse o lege considerată defavorabilă pentru macedoneni. Deoarece asupra studentului s-au găsit manifeste ale Gărzii de Fier, Corneliu Zelea Codreanu a fost arestat și închis la Văcărești. La procesul care a urmat, Codreanu a fost din nou achitat.
La 30 decembrie 1930, elevul Dumitrescu-Zăpadă membru al „Frăției de Cruce”, a încercat să-l asasineze pe directorul ziarului Adevărul.
Din mișcarea socială de masă s-a dezvoltat în scurt timp o organizație teroristă clandestină. Conform Curții Supreme, „Mișcarea Legionară a fost, în esență, o organizație de tip paramilitar terorist, de orientare naționalist fascistă, cu caracter mistic religios, violent anticomunist, dar, printre altele, și antisemit”.
La 24 septembrie 1934, Codreanu a convocat „Consiliul de onoare al Legiunii” pentru a-l judeca pe ziaristul legionar și anticodrenist Mihai Stelescu pe motivul că acesta publicase în ziarul la care lucra un articol care-l critica pe Codreanu și că ar fi organizat un atentat la viața „Căpitanului”. Consiliul, respectiv Codreanu, l-a declarat pe Stelescu „vinovat de înaltă trădare față de Legiune și căpitan” și a decis excluderea lui Stelescu din mișcare cu precizarea „Acord lui Stelescu dreptul ca într-un viitor cât mai îndepărtat, care rămâne la aprecierea mea, să-și poată răscumpăra în fața aceluiași Consiliu de Onoare convocat de mine în acest scop, numai prin jerfă, onoarea pierdută și păcatul făptuit”, dar Stelescu și-a continuat critica la adresa „Căpitanului”, pe care l-a făcut laș, desfrânat și slab orator. În 1936 un grup de zece legionari, studenți în teologie, au pătruns în spitalul în care era internat și l-au împușcat pe Stelescu în patul de spital, după care i-au ciopârțit cadavrul cu topoarele, dansând în jur și cântând psalmi pentru odihna celui ucis. Grupul criminali trimiși de „Căpitan” să-l pedepsească pe disident a primit porecla „Decemviri” („zece bărbați”).
Făptașii s-au predat poliției (Codreanu impunea executanților să se predea poliției după executarea ordinului, posibil, pentru a se asigura că organele de anchetă nu vor mai ajunge la cel care a dispus și a organizat asasinatele) și au fost asasinați ulterior, în 1938, odată cu Codreanu.

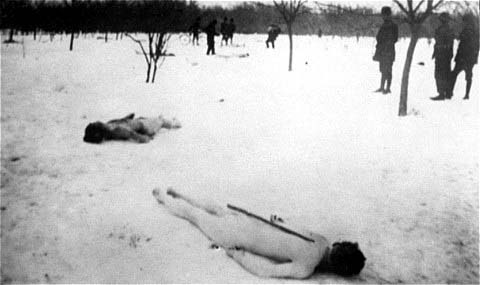
Cadavre de evrei în pădurea Jilava în timpul rebeliunii legionare.

În noaptea de 26-27 noiembrie 1940 un detașament al „poliției legionare” a declanșat Masacrul de la Jilava, în care 64 de generali, politicieni, fruntași ai parlamentarismului și ai politicii române sunt asasinați în timp ce se aflau în stare de arest preventiv la închisoarea Jilava. A doua zi, Traian Boeru cu o echipă de legionari i-au ridicat de la domiciliile lor pe economistul Virgil Madgearu (vezi Asasinarea lui Virgil Madgearu) și pe istoricul Nicolae Iorga și i-au asasinat.
Au urmat rebeliunea legionară și Pogromul de la București.

### Atitudinea Bisericii vizavi de legionarism
Mulți preoți au fost activi în Garda de fier. Funeraliile lui Ion Moța și Vasile Marin au fost conduse de peste 200 de preoți.
După ce comunismul a ajuns la putere, unii preoți legionari au colaborat cu autoritățile, iar alții au fost închiși.
Sinodul bisericii a avut totuși o atitudine mai rezervată. Patriarhul Miron Cristea avea vederi antisemite și pro-fasciste, susținând totuși vag mișcarea. Au existat excepții, cum ar fi preotul Nicolae Bălan (care ulterior a intervenit la Mareșalul Ion Antonescu pentru a opri deportarea evreilor din Vechiul Regat în lagărele din Polonia), care era un susținător public.
Preoți și studenți la teologie au făcut parte din echipele morții, atât în cele implicate în asasinate (4 dintre asasinii lui Mihai Stelescu erau studenți la teologie), cât și în cele implicate în pogromuri. 
Valerian Trifa, unul dintre liderii studenților la teologie, a fost unul dintre inițiatorii pogromului de la București După pogrom, 422 de preoți au fost arestați, iar 262 condamnați la închisoare.
În anii de după război, unele structuri catolice, precum Congregația pentru Bisericile Orientale și clerul greco-catolic, au oferit adăpost și sprijin logistic unor membri ai Gărzii de Fier refugiați în Italia, iar oficiali ai Vaticanului au facilitat migrarea unora dintre aceștia. Unii, inclusiv Ilie Gârneață, s-au convertit la catolicism, sperând că vor primi sprijin sau funcții din partea ierarhiilor catolice, însă aceste așteptări nu s-au materializat.
Teoctist Arăpașu a fost acuzat de Dorin Dobrincu că ar fi fost legionar și că ar fi participat la acest pogrom, dar informația nu a putut fi confirmată. Mai mulți istorici au susținut că ar fi văzut documentul citat de Dobrincu, dar acest document a dispărut.
Bartolomeu Anania a fost membru al Mișcării Legionare.

## Relațiile dintre Mișcarea Legionară și comuniști
Penetrarea elementelor comuniste în Mișcarea Legionară a început puțină vreme după înființare, în 1927. „Mișcarea Legionară a reprezentat pentru Partidul Comunist Român (PCR) un concurent însemnat și incomod în lupta pentru cucerirea puterii politice și instaurarea unui stat totalitar, unde lupta pentru putere presupunea „eliminarea concurenților”, dorința de compromitere și distrugere a adversarului. Competiția devine evidentă în condițiile în care, prin Înaltul Decret nr. 3151 din septembrie 1940, Statul Român devine „Stat Național-Legionar, iar Mișcarea Legionară este singura mișcare recunoscută în noul stat”. Odată cu proclamarea Statului Național-Legionar, PCR transmitea noi instrucțiuni și directive membrilor săi, în care cerea ca aceștia „să speculeze asemănarea între unele principii comuniste și legionare și să se strecoare cât mai mult în rândurile cămășilor verzi pentru a le compromite; să speculeze toate nemulțumirile, creând cât mai multe dificultăți guvernului“.
„Sovietele – cărora orice complicații de ordin politic intern din România le foloseau – au căutat și reușit prin elementele ce se infiltraseră în rândurile Mișcării legionare, pe de o parte, să fie informate asupra activității interioare a Mișcării legionare, iar pe de altă parte de a provoca tot prin aceleași elemente mișcări și acțiuni anarhice conform cu interesele sovietice” declara SSI privind implicarea comuniștilor în ML, în urma directivelor și intereselor sovietice.
În „Darea de seamă asupra rebeliunii”, întocmită la sfârșitul lunii februarie 1941, SSI analizează rolul jucat de elemente comuniste în timpul rebeliunii din 21-23 ianuarie 1941 și ciudatele relații dintre Horia Sima și militantul comunist Dumitru Groza („unul dintre cei mai încrâncenați militanți ai extremismului de stânga”) care, cu protecția și aprobarea lui Horia Sima, urma să reorganizeze și să conducă Corpul Muncitoresc Legionar (CML). Conform documentelor din arhiva SSI, comuniștii se înscriseseră masiv în CML. În arhivele Siguranței și din cele ale Ministerului Muncii se atestă că, între Horia Sima și conducătorii Partidului Comunist ar fi existat relații mult mai vechi, fapt care ar putea explica discrepanța dintre fulminanta propagandă legionară anticomunistă și lipsa de activitate anticomunistă marcantă, în fapte.
Deoarece în PCR erau înscriși în perioada respectivă mult sub 1.000 de membri (după unele surse sub 300), numărul comuniștilor strecurați printre legionari nu putea fi prea mare. Parte dintre ei au devenit legionari convinși (Petre Țuțea), ceilalți nu au cucerit poziții de conducere (cu mici excepții, ca mai sus) și posibilitatea lor reală de a influența deciziile și acțiunile Mișcării Legionare așteaptă să fie elucidată, dar a fost suficientă pentru a folosi ca un argument atât în mâna lui Antonescu, pentru discreditarea legionarilor față de Hitler, cât și în mâna legionarilor, care s-au grăbit să-i acuze pe comuniști ca principalii agitatori și executanți ai Rebeliunii legionare.

## Legionarii în perioada postbelică

#### În România
Autoritățile comuniste din România postbelică, prin intermediul Securității au întreținut o evidență a foștilor legionari în scopul racolării de colaboratori. Parte dintre foștii fruntași legionari au fost arestați și supuși - de la caz la caz, în funcție de acordul de a colabora - la regimuri de detenție de diferite grade de duritate. În realitate Securitatea nu a dus lipsă de colaboratori foști legionari.
În afara grupului Antonescu, sentințele Tribunalelor Poporului de condamnări la moarte nu au mai fost executate și până în anul 1963 închisorile fuseseră golite de legionari.
Edificator este cazul lui Radu Lecca, unul dintre cei 13 condamnați la moarte de Tribunalul Poporului din București în 1946, din grupul lui Antonescu. El a fost grațiat cu comutarea pedepsei în închisoare pe viață apoi, aflat în custodia și sub anchetele Securității, a făcut o serie de depoziții în privința regimului pe care îl deservise cu fidelitate, și care au fost adunate într-un dosar special. Istoricul Jean Ancel a lansat supoziția că Securitatea, pe faptul că Lecca, la conducerea „Centralei Evreiești - CE”, a avut un rol principal în Holocaustul românesc, l-a convins să scrie o versiune personală a istoriei României în cel de-al doilea război mondial, care să estompeze Holocaustul.. Pentru a-i facilita scrierea acestei cărți i s-a redus pedeapsa la 18 ani și 6 luni și apoi, după începerea scrierii controversatelor sale memorii a fost eliberat definitiv din închisoare, în 1963. Vezi și cazurile Radu Gyr, Nichifor Crainic, Marieta Sadova, etc.

#### Participarea laRăzboiul receși colaborarea cuCIA
Ziaristul Virgil Lazăr a publicat un articol în ediția internetică a ziarului România Liberă din 5 august 2011 cu titlul Cum a recrutat CIA legionari români. Dezvăluirile acestui articol se bazează pe studiul prof. univ. dr. Gheorghe Gorun și a lect. dr. Hadrian Gorun publicat integral de portalul Ziaristi Online Ro sub titlul „Colaborarea Mișcării Legionare cu CIA și NATO”, în care este tratat cazul agentului secret legionar Mircea Popovici, parașutat în România de forțele speciale americane în noaptea de 1-2 octombrie 1952. De asemenea, în lucrarea istoricului dr Ilarion Țiu, "Istoria Mișcării legionare. 1944–1968" (Târgoviște, Editura Cetatea de Scaun, 2012, 270 p.), în Capitolul 2, intitulat "Forme de activitate clandestină după „pactul de neutralitate“", este relevat rolul „Serviciului de informații pro-american al Mișcării legionare”. Date despre Serviciul de Informații al Mișcării Legionare (SIMLR) și colaborarea acestuia cu forțele NATO se găsesc și în volumul I al lucrării "Cartea Albă a Securității" editat de Serviciul Român de Informații (SRI) cât și în cartea prof. dr. Tiberiu Tănase, "Fețele Monedei. Mișcarea legionară între 1941-1948".
CIA a înființat „Oficiul de Coordonare Politică” (O.P.C.), sub conducerea lui Frank Wisner și a șefului operațiunilor secrete al CIA, Gratien Yatsevich, cu misiunea de a recruta refugiați români aflați în Germania, Austria și Iugoslavia în cadrul rețelelor de agenți în țările din blocul sovietic. 100 de legionari voluntari au fost echipați și instruiți în Italia și Grecia, 50 pentru parașutare în România și 50 pentru susținerea lor logistică de la bazele de pornire. Parașutările au început în noaptea de 1 spre 2 octombrie 1952. Au fost lansați Mircea Popovici împreună cu Alexandru Tănase din Băbeni - Vâlcea, într-o zonă de lângă Calafat (au făcut parte din echipa parașutată „Robert"). Apoi au mai fost parașutate alte trei echipe: la 1 iulie 1953, echipa „Pascal", formată din Gheorghe Gheorghiu, Constantin Gigi și Făt Savu, în Munții Apuseni; echipa „Jaques", formată din Ion Samoilă, Ion Golea și Ion Tolan, parașutați lângă Agnita în noiembrie 1951, și „Fiii Patriei”: Sabin Mare, Ilie Rada și Gavril Pop, parașutați în iulie 1953, în zona împădurită dintre județele Satu Mare, Sălaj și Bihor, iar din Grecia a fost parașutat Toma Bebi, care, imediat ce a ajuns la sol, s-a predat Securității și a colaborat cu ea până la prinderea celorlalți 12 legionari parașutați.
Prinși, legionarii au fost judecați ca spioni, condamnați la moarte și executați (împușcați la Jilava).

## Imnuri
- Imnul tinereții legionare (sau Sfântă tinerețe legionară) - de Radu Gyr; muzică de Ion Mânzatu
- Echipa morții - de Nicu Iancu
- Șoim Român
- Imnul eroilor Moța-Marin - de Radu Gyr; muzică de Ion Mânzatu
- Imnul biruinții - de Radu Gyr
- Imnul muncitorilor (sau La luptă, muncitori!) - de Radu Gyr; muzică de Ion Mânzatu
- Imnul Legiunii Arhanghelul Mihail - de Iustin Iliescu
- Cântec de luptă (după cântecul militar Treceți batalioane române Carpații) - de C. Savin
- Cântecul legionarilor căzuți - de Simon Lefter
- Imnul echipei -Miti Dumitrescu- - de Ion Tolescu; muzică de I. Cubicec
- Cântecul Nicadorilor - de Nicadori
- Înainte - de Viorica Lazarescu
- Peste mormântul tău sfânt - de Simon Lefter
- Veniți cu noi - de Simon Lefter
- Doina închisorilor - de Simon Lefter
- Hora legionarilor - de Simon Lefter
- În crezul tău
- De prin străinele meleaguri
- Părintească dimândare - de C. Belimace
- Urlă dușmanii - de Par. Cucuetu
- Ștefan Vodă (Marșul legionarilor Vrânceni) - de Al. I. Popescu
- Cu fruntea sus - de Virgil Rădulescu și Traian Puiu
- Marșul legionarilor Tecuceni
- Doina Nicadorilor - de Simon Lefter
- Dealul negru - de Mișu Gaftoiu
- Ardealul tânăr legionar - de Ștefan Curcă
- Răzbunare
- Imnul românilor secuizați - de Horațiu Comaniciu; muzică de Ion Mânzatu
- Marșul legionarilor olteni - de Radu Gyr
- Imnul eroilor legionari dela Majadahonda
- Cântec de leagăn - de Radu Gyr
- Înainte (după cântecul unui ofițer mort în 1917)
- Imnul lagărelor - de Valeriu Cârdu
- Chemarea jertfei (după melodia: Bandera din Tercio) - de Bartolomeu Livezeanu
- Marșul biruinții - de V. Zeană
- Doina comandantului
- Pornesc din neam - de D. Leonties; muzică de I. Roth

Octavian Racu susține că „Imnul legionarilor căzuți” (sau „Cântecul legionarilor căzuți”), pe versurile lui Simion Lefter, care deplânge moartea lui Corneliu Zelea Codreanu, este o compilare din folclorul căzăcesc, pe baza versurilor poetului ucrainean Mihailo Petrenko (1817-1862), iar muzica a fost compusă de Vladislav Zaremba (1833-1902), de origine poloneză.

## Reflectarea în cultură
Film documentar
- România și dictaturile ei - Mișcarea legionară (1996); Vertical Film și Arhiva națională de filme - scenariu și comentariu de Mateescu Dan, regie de Vișinescu Mihai

Literatură
- Bietul Ioanide (1953); de George Călinescu